# Gustav Vigeland
Adolf Gustav Vigeland (Mandal, Noruega, 11 d'abril 1869 - Oslo, Noruega, 12 de març 1943) fou un escultor noruec. La seva fama es deu sobretot al Parc de Vigeland, una àrea a l'interior del Frognerparken d'Oslo on estan exposades dues-centes de les seves escultures i d'altres treballs.

## La formació
Vigeland neix a una petita ciutat del sud de Noruega, en el si d'una família d'artesans. Aquí fa l'educació més primerenca i s'inicia en l'escultura de fusta. Als quinze anys se'n va a Oslo per aprendre d'un escultor professional de la fusta, però als dos anys ha de tornar a casa per ajudar a la família per la mort sobtada del seu pare.
Va tornar a Oslo el 1888, als dinou anys, amb la intenció de ser escultor. Gràcies al suport moral i financer de l'escultor Bryunjulf Bergslien, va començar a freqüentar una escola d'art, i l'any 1889 exposa per primera vegada en públic una de les seves obres ("Hagar i Ismael").
Des de 1891 a 1896, Vigeland, fa diversos viatges a l'estranger. Va a Copenhaguen, París, a Berlín i a Florència. D'aquesta experiència procedeix la seva formació no acadèmica: a París freqüenta l'estudi d'Auguste Rodin, mentre que a Itàlia va contactar amb l'art antic i amb el del Renaixement. Aquells anys van començar a emergir a la seva obra alguns dels temes que dominaren els temps de la seva major producció artística: la mort, la vida quotidiana, l'home i la dona.
Fa les seves dues primeres mostres personals a Noruega el 1894 i el 1896, tenint molt bona acollida per part d'alguns crítics.

## La primera obra pública
Des del 1897 al 1902 Vigeland fou contractat com a escultor a l'obra de restauració de la Catedral de Nidaros en Trondheim.
L'exposició a l'art medieval contribueix a donar un nou element en la seva producció creativa autònoma: El drac, símbol del pecat, de la força de la natura, en lluita contra l'home.
Torna a Oslo, aconsegueix en préstec del consistori, un estudi en desús on poder treballar. En aquella època, a Noruega es vivia una gran efervescència nacionalista, que va culminar amb la independència pacífica de Suècia el 1905. El país volia celebrar la mateixa història i la pròpia cultura. Vigeland, considerat l'escultor noruec de més talent, rep molts encàrrecs d'estàtues o busts commemoratius d'il·lustres compatriotes com, per exemple, el dramaturg Henrik Ibsen i el matemàtic Niels Henrik Abel.
El 1906 Vigeland va presentar un model en guix d'una font monumental que, segons la intenció inicial del consistori d'Oslo, havia d'adornar la plaça davant del Parlament Nacional. L'obra de Vigeland fou ben acollida, però van sorgir desacords pel lloc en què s'havia de col·locar. La realització pràctica de la font fou ajornada fins que hi hagués un acord. Durant l'espera, Vigeland va ampliar el seu projecte original afegint-hi diversos grups escultòrics i, el 1919, una alta columna de granit.

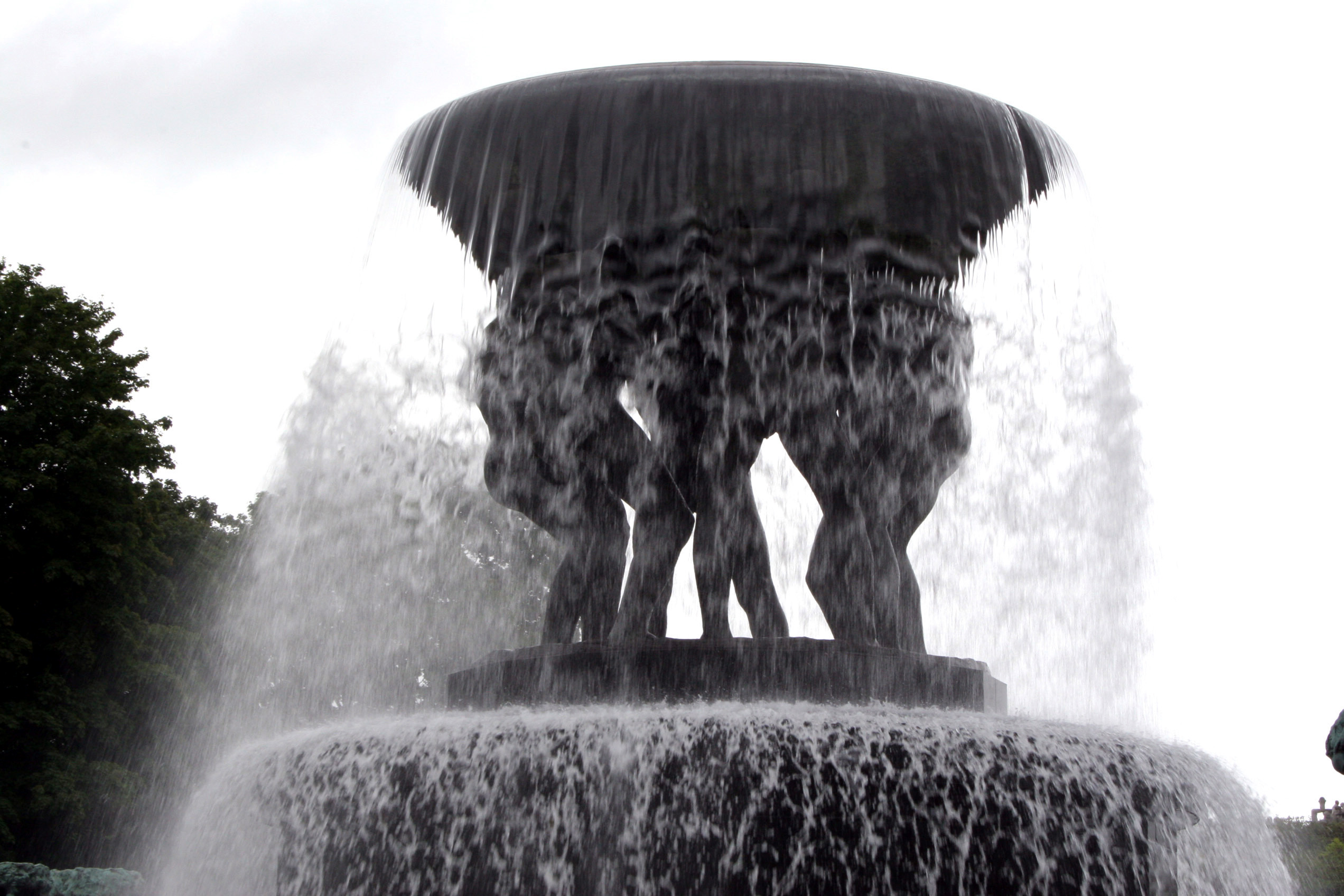
Font del Parc de Vigeland

## El parc de Vigeland
El 1921 l'ajuntament d'Oslo decideix enderrocar el vell edifici on es trobava l'estudi de l'escultor per a construir una biblioteca. Es va arribar a un acord: el consistori construiria un nou edifici destinat a estudi i habitatge de l'escultor, que deuria ser transformat en museu després de la seva mort. A canvi, l'artista es comprometia a donar a la ciutat tot el seu treball, escultura, disseny, baixos relleus, incloent-hi els models.
Vigeland es va traslladar al nou estudi a Kirkeveien el 1924, a poca distància del Parc Frogner, que havia estat elegit per l'emplaçament definitiu de la font. Els vint anys successius, Vigeland, es va dedicar al projecte, realització i instal·lació de l'àrea destinada a l'exposició permanent de les seves escultures, que posteriorment es va anomenar: Parc de Vigeland.
A la casa de Kirkeveien va viure i treballar fins a la seva mort el 1943. Allà hi són les seves cendres, conservades a la torre. Com era previst, l'edifici fou transformat en el Museu Vigeland, on hi ha exposades diverses obres de l'artista i tots els motlles originals de les escultures del Parc de Vigeland.